# 簡珮如
簡珮如（1984年3月9日—），出生於台灣桃園，居住於紐約，台灣舞蹈家，被紐約舞評家譽為「最偉大的在世現代舞蹈家之一」。畢業於國立台北藝術大學舞蹈系，曾任美國瑪莎·葛蘭姆舞團首席舞者。於2017年8月19日舉行之第29屆世界大學運動會開幕儀式中表演獨舞，2018年與歌手林俊傑合作演出。

## 經歷
出生於台灣桃園，畢業於國立台北藝術大學舞蹈系。大學期間，曾受柬埔寨籍編舞家張曉雄之邀，參與台北越界舞團年度製作，並擔綱女主角。大學畢業後，獲美國摩斯康寧漢獎學金赴美習舞。2011年以實習舞者身份加入瑪莎葛蘭姆舞團。三年後晉升為舞團首席舞者，擔任《迷宮行》、《心靈洞穴》、《夜旅》、《編年史》、《春之際》、《Embattled Garden》、《Clytemnestra》、《Primitive Mysteries》、《Hérodiade》等瑪莎葛蘭姆生前演出角色，是重現瑪莎·葛蘭姆1933年作品《Ekstasis》的第一人。其以此獲紐約2017年貝西獎，為史上第一位台灣藝術家獲此獎項。
曾與包括Nimbus Dance Works、Buglisi Dance Theater、Mophoses 、Korhan Basaran Artist、台北越界舞團等許多舞團合作，並在多位國際知名編舞家的新作中擔綱主角，包括西班牙的那丘・杜瓦托、希臘的安東尼斯・佛尼亞達克斯、瑞典的馬茲・艾克。
2017年，受邀回台為世大運開幕儀式獨舞演出。2018年，受邀出席金曲獎頒獎典禮，並與歌手林俊傑同台壓軸演出。
2019年，在美國現代舞教父摩斯康寧漢4月16日百歲慶祝晚會上演出其經典獨舞之作，為受邀之25位美國舞蹈明星中唯一華裔舞蹈家。同年擔任紐約功夫歌舞劇《龍泉鳳舞》主演，飾演女主角小蓮。劇本是華人導演陳士爭與《功夫熊貓》編劇合創、音樂由澳洲女歌手希雅Sia擔綱、孟加拉裔英國舞蹈家阿喀郎Akram Khan編舞、奧斯卡得主葉錦添擔任藝術指導，6月27日於紐約棚屋表演藝術中心The Shed首演。9月，獲第57屆國際青商會十大傑出青年-文化藝術類。

## 獎項
- 2024年 獲頒台灣Tatler 年度藝術獎
- 2023年 獲頒美國新澤西州藝術委員會2023 編舞獎金
- 2022年 獨演英國導演、編舞家 Darshan Singh Bhuller 最新短片，獲得十項國際影獎
- 2021年 美國紐約時報年度最佳舞蹈 - Richard Move’s “Herstory of the Universe“ 獨舞
- 2019年 獲得第57屆國際青商會十大傑出青年-文化藝術類
- 2019年 二度獲選 Asia Tatler台灣區 “Generation T” 傑出菁英
- 2018年 獲得義大利 Capri International Dance Award 「傑出舞者獎」[2]
- 2018年 入選台灣 Tatler Generation T 傑出菁英[3]
- 2017年 獲頒台灣桃園市傑出市民獎[4]
- 2017年 國立台北藝術大學 「傑出校友獎」[5]
- 2017年10月 獲得紐約貝西獎（Bessie Awards）的「傑出表演者獎」（Outstanding Perfromer），為第一位獲得此獎項之台籍舞者[6]。
- 2014、2017年 受美國《舞蹈雜誌》（Dance Magazine）選為年度最佳表演者之一。[7]
- 2015年 受美國哈德森郡選為「女歷史月」代表人物[8]
- 2014年 獲義大利 POSITANO PREMIA LA DANZA 的「最佳當代女舞者」獎項。[9]

## 外部連結
- 簡珮如個人網站 （页面存档备份，存于）
- 簡珮如Facebook粉絲專頁 （页面存档备份，存于）
- 簡珮如Instagram （页面存档备份，存于）
- 簡珮如YouTube （页面存档备份，存于）
- 瑪莎˙葛蘭姆舞團 （页面存档备份，存于）
- 天下雜誌